# Estación Itahue
Itahue es una estación ferroviaria chilena ubicada en la localidad de Itahue, comuna de Molina, que fue construida en el km. 207,4 del FC de Estación Curicó a estación Chillán, y que posteriormente formó parte de la Red Sur de la Empresa de los Ferrocarriles del Estado (EFE). 

## Historia
La estación fue inaugurada en 1874.
Entre mayo de 1927 y junio de 1930 se construyó una variante entre esta estación y estación Camarico, construida para mejorar la calidad de las vías. La principal obra fue el nuevo puente sobre el río Camarico. El proyecto fue inaugurado el 12 de julio de 1930.
Actualmente la estación se halla clausurada y el terremoto de 2010 destruyó el edificio de la estación. En 2012 se hicieron mejoras viales al camino que conecta el sector estación Itahue con comunidades vecinas.

## Infraestructura
Actualmente quedan en pie la cabina de movilización y algunas paredes del edificio de pasajeros.